# Aloysio Nunes
Aloysio Nunes Ferreira Filho, né le 5 avril 1945, est un avocat et homme politique brésilien.
De 2017 à 2018, il est le ministre des Affaires étrangères et du Commerce extérieur du Brésil. Il fait l'objet d'une enquête judiciaire pour corruption, en relation avec l'affaire Odebrecht.

## Biographie
Il commence à militer politiquement à son entrée à la Faculté de droit de l'université de São Paulo, en 1963. L’année suivante, le coup d’état de l’armée a pour conséquence l’interdiction du Parti communiste du Brésil (PCB), qui est contraint à la clandestinité pour pouvoir continuer à exister. Il est président du l’association des élèves de la faculté de droit, et obtient son diplôme en 1968. 
Comme le PCB s’oppose à la résistance armée contre la dictature militaire, Nunes, comme de nombreux jeunes de l’époque, rejoint l’Ação Libertadora Nacional (ALN), une organisation armée révolutionnaire menée par Carlos Marighella et Joaquim Câmara Ferreira, ou Toledo de son nom de code,. 
Aloysio Nunes prend alors le pseudonyme de Mateus, et sert pendant longtemps de chauffeur et de garde du corps à Marighella. Les actions de l’ALN comprennent alors des braquages pour récolter des fonds servant ensuite à assurer la subsistance de la résistance armée. En août 1968, il participe à l’assault sur le train de la paie de l’ancienne gare de Santos-Jundiaí, à São Paulo. Selon les journalistes de l’époque, l’attaque s’est déroulée sans que le moindre coup de feu soit tiré. Nunes est alors le conducteur de la voiture avec laquelle les voleurs s’enfuient, avec plus de 108 millions de cruzeiros, ce qui représente à l’époque 21 000 $, soit le salaire de tous les employés de la compagnie de chemin de fer de São Paulo,. En octobre de la même année, il participe aussi à l’attaque de la voiture contenant les salaires de Massey Ferguson, visant à intercepter le véhicule sur la place Benedito Calixto, dans le quartier de Pinheiros, à São Paulo,,,.
Déjà sous le coup d’une action en justice, et craignant la découverte de ses activités avec l’ALN, Nunes est envoyé à Paris par Marighella, grâce à un faux passeport. Il est a posteriori identifié comme guerrillero, et condamné sur la base de la loi de sécurité nationale appliquée par la dictature. Il devait partir pour un entraînement à la guerilla à Cuba, mais y renonce finalement à cause de la grossesse de sa femme. Il devient alors représentant de l’ALN à l’étranger, et coordonne ses relations avec d’autres mouvements de gauche partout dans le monde,,,. 